# Эль-Пасо (округ, Техас)
Округ Эль-Пасо (англ. El Paso County) расположен в США, штате Техас. На 2000 год численность населения составляла 679 622 человек. По оценке бюро переписи населения США в 2009 году население округа составляло 751 296 человек. Окружным центром является город Эль-Пасо.

## История
Округ Эль-Пасо был сформирован в 1848 году.

## География
Согласно данным Бюро переписи населения США, площадь округа Эль-Пасо составляет 2623 км².

### Соседние округа
- Донья-Ана, Нью-Мексико (запад, северо-запад)
- Отеро, Нью-Мексико (северо-восток)
- Хадспет, Техас (восток)
- Гуадалупе, Чиуауа, Мексика (юг)
- Хуарес, Чиуауа, Мексика (юго-запад)
- Прахедис-Герреро, Чиуауа, Мексика (юго-восток)

## Демография
По данным переписи населения 2000 года в округе проживало 679 622 жителей. Среди них 31,4 % составляли дети до 18 лет, 10,6 % люди возрастом более 65 лет. 51,8 % населения составляли женщины.
Национальный состав был следующим: 92,3 % белых, 3,8 % афроамериканцев, 1,2 % представителей коренных народов, 1,2 % азиатов, 81,8 % латиноамериканцев. 1,3 % населения являлись представителями двух или более рас.
Средний доход на душу населения в округе составлял $13421. 25,2 % населения имело доход ниже прожиточного минимума. Средний доход на домохозяйство составлял $36519.
Также 65,8 % взрослого населения имело законченное среднее образование, а 16,6 % имело высшее образование.

## Дополнительно
В округе Эль-Пасо, недалеко от города Эль-Пасо находится посёлок Форт-Хэнкок, в районе которого герой фильма «Побег из Шоушенка» Рэд Эллис перешёл границу США в Мексику.